# Казімеж Трампіш
Казімеж Ян Трампіш (також Казімєж, пол. Kazimierz Jan Trampisz; нар. 10 січня 1929, Станіслав, сучасний Івано-Франківськ — пом. 12 серпня 2014, Битом) —польський футболіст. Колишній нападник, більшість кар'єри провів у «Полонії» Битом. Зіграв 10 матчів (3 голи) за збірну Польщі (1950—1958). По завершенні ігрової кар'єри — футбольний тренер і інженер.

## Біографія
Вихованець станіславського футболу, перші кроки робив у клубі «Стшелец Гурка». Починав кар'єру на дорослому рівні нападником у станіславському «Локомотиві». Після закінчення Другої світової війни родина Трампішів вирішила переселитися до Польщі, а Казімеж переконав батьків переїхати до Битома, щоб виступати за місцеву «Полонію». В цьому клубі зібралося чимало гравців львівської «Поґоні», серед яких і відомий у довоєнну пору гравець національної збірної Польщі Міхал Матіяс. Але через високу конкуренцію в Битомі Трампіш спочатку виступав за «Гейнал» Кенти.
У 1947 році повернувся у «Полонію», де грав до 1962.
Закінчував кар'єру у ряшівській «Сталі».
Учасник Олімпійських ігор 1952 у Гельсінкі в складі збірної Польщі з футболу. Трампіш зіграв у першому матчі, в якому польська команда перемогла збірну Франції 2 — 1 і на 31 хвилині зрівняв рахунок. У наступному матчі не грав, а збірна програла 0 — 2 з Данією.

## Титули та досягнення
- Чемпіонат Польщі:

«Полонія» Битом:
чемпіон (2): 1954, 1962
срібний призер (4): 1952, 1958, 1959, 1961

## Тренерська діяльність
Працював наставником декількох польських команд, серед яких «Сталь» Ряшів, «Полонія» Битом, «Заглемб'є» Сосновець і ГКС «Ястшембе-Здруй».